# Riforma della scuola media unica

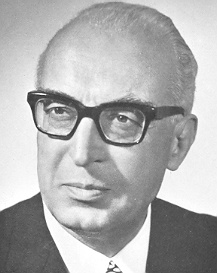
Luigi Gui, Ministro della Pubblica istruzione durante il governo Fanfani IV

La Riforma della scuola media del 1962, detta anche riforma della Scuola media unica, istituita con la legge 31 dicembre 1962, n. 1859, è stata firmata dal Ministro della Pubblica Istruzione Luigi Gui nel quarto Governo Fanfani. Portò alla sostituzione di ogni tipologia di scuola secondaria inferiore con un percorso unico, gratuito e obbligatorio per tutti i ragazzi e le ragazze dagli 11 ai 14 anni. Avviò, inoltre, un «processo di scolarizzazione di massa che, pur procedendo con grande lentezza, tra difficoltà e resistenze, rappresenta l'effetto, ma in buona parte anche la causa di un più profondo cambiamento della società italiana».

## Contenuto
La legge 31 dicembre 1962, n. 1859 comprendeva soltanto 25 articoli e rivoluzionò profondamente il sistema scolastico italiano, tanto che «molti studiosi considerano la riforma scolastica più importante di questo dopoguerra, e una delle più rilevanti in tutta la storia della scuola italiana». In primo luogo (art. 1), la legge viene fatta risalire nei principi all’articolo 34 della Costituzione che afferma, oltre all’obbligatorietà e alla gratuità, «La scuola è aperta a tutti». Infatti, viene stabilito che entro il 1966 dovrà essere istituita una scuola media in tutti i Comuni con popolazione superiore ai 3.000 abitanti (art. 10). Inoltre, si afferma il principio orientativo della scuola media rispetto alle attività scolastiche successive. Viene meno in questo modo il carattere selettivo del modello scolastico precedente, fondato su percorsi paralleli escludenti (art. 1).
Nella nuova Scuola unica media verranno insegnati obbligatoriamente (art. 2):
- religione;
- italiano;
- storia ed educazione civica, geografia;
- matematica, osservazioni ed elementi di scienze naturali;
- lingua straniera;
- educazione artistica;
- educazione fisica.

Obbligatorie nella prima classe che diventano facoltative nelle classi successive
- applicazioni tecniche;
- educazione musicale.

La questione dell’insegnamento del latino, centrale nel dibattito della legge, verrà risolto con un compromesso che prevedeva, nella seconda classe, l’integrazione all’insegnamento d’italiano di conoscenze preliminari della lingua latina. A questo si aggiungeva un insegnamento autonomo di latino nella terza classe, come materia facoltativa (art. 2). Questa norma si relaziona all’articolo 6, che prevede la promozione ad un esame di latino per poter accedere al liceo classico. L’orario complessivo non può superare le 26 ore settimanali, ma viene data la possibilità di istituire un doposcuola facoltativo e gratuito sulla base delle possibilità locali (art. 3). Alla fine del percorso viene posto un «esame di licenza» (art. 5), che però è anche «esame di Stato» e per questo dà la possibilità di accesso a tutte le scuole secondarie superiori, ad eccezione del classico che necessita il già citato esame integrativo (art. 6). Sebbene con questa riforma venisse istituito un percorso unico, al suo interno vennero previste delle forme di differenziazione, in quanto, al percorso principale vennero aggiunte le “classi di aggiornamento” (art. 11) e le “classi differenziali” (art. 12). Le prime si affiancavano alla prima e alla terza (classi ordinarie). La prima classe di aggiornamento era prevista per gli «alunni bisognosi di particolari cure», mentre la terza classe di aggiornamento serviva per coloro che erano stati respinti all’esame finale (art. 11). Le “classi differenziali” erano invece istituite per i cosiddetti «alunni disadatti scolastici» e si prevedeva la presenza di due medici, uno esperto di pedagogia, l’altro in neuropsichiatria, in psicologia o affini (art. 12).

## Genesi della legge
In considerazione dell’art. 34 della Costituzione, che prescrive l’obbligatorietà e la gratuità della scuola inferiore, la creazione di un percorso unitario per la scuola media era percepita dalla maggioranza politica come una sua naturale continuazione, che punta verso un’istruzione più egualitaria.
La prima proposta di riforma del dopoguerra riguardante la scuola media è il disegno di legge Gonella, che seguiva una grande inchiesta sulle questioni scolastiche, e proponeva una scuola articolata in quattro sezioni. Tale proposta era contraddistinta dal compromesso tra una traiettoria unitarie e una differenziale, proprio come proponeva la commissione presieduta da Giovanni Calò. Infatti, nel 1956 tale commissione produce un rapporto in cui si delineava una scuola secondaria triennale unitaria, con al suo interno la possibilità di fare delle scelte differenziate. Di segno diverso fu il disegno di legge del senatore comunista Ambrogio Donini del 1959, che porta avanti un progetto di scuola triennale unica senza latino. Nello stesso anno veniva anche proposto un progetto di legge dell’allora Ministro della Pubblica Istruzione (governi Segni II, Tambroni) Giuseppe Medici. Questo prevedeva una scuola media unica distinta in “sezioni” e l’accesso alle scuole secondaria superiore sulla base di tali sezioni: quindi formalmente unitaria, ma nei fatti ancora differenziale. Di grande importanza fu anche l’esperimento condotto dal democristiano Giacinto Bosco (governo Fanfani III), che consisteva nell’istituzione di alcune “classi sperimentali” di scuola media unificata per l’anno scolastico 1960/61. Questo esperimento, che contribuì a superare lo stallo parlamentare, aveva lo scopo di far considerare la scuola media unica come un fatto compiuto, che attendeva solo la ratifica della legge.
Infine, sarà il ministro democristiano Luigi Gui (Fanfani IV) che si occupò del progetto di legge sulla riforma della scuola media che diventerà definitivo nel dicembre del 1962. La discussione parlamentare di aprì nel 1961 e, nonostante il generale consenso intorno alla scuola media unica, si aprirono alcune controversie intorno a quattro punti fondamentali:
Ma la fase più accesa del dibattito fu quella riguardante la “questione del latino”, in cui si delinearono parti contrapposte sulla convenienza o meno di mantenere il latino nella scuola secondaria inferiore, e soprattutto in che forma. Il Partito Comunista Italiano mantenne una opposizione netta sulla convenienza di abolire il latino dalle medie. Il Partito Socialista invece, nonostante fosse contrario, mantenne una posizione più dialogante con la Democrazia Cristiana, che invece proponeva anche in questo caso una forma di compromesso. L'opposizione del PCI non rispondeva soltanto alla questione dell'insegnamento del latino, ma anche per il rifiuto ad un progetto di legge che non avrebbe istituito realmente «scuola media unica senza “ma” e senza “se”, senza differenziazioni all’interno». Oltre al PCI, l’opposizione a questa legge, per motivazioni opposte, arrivò anche da destra: dal PLI e dal MSI.
Il PSI, nonostante le divergenze, si mantenne nei confronti della DC in una posizione collaborativa. Per questo motivo alla Camera il PSI scelse l'astensione dal voto, dando di fatto un sostegno cruciale all’approvazione della proposta di legge. Questo episodio fu una delle prime avvisaglie del progetto politico del Centro-sinistra, che iniziò a prendere corpo proprio nel contesto del governo Fanfani IV.

## Successive modifiche e sviluppi della legge
L’istituzione della legge sulla scuola media unica fu un momento di grande importanza per lo sviluppo del sistema scolastico italiano, ma nonostante questo erano ancora molti gli elementi di fragilità e gli ambiti su cui era necessario intervenire, a partire dal fatto che «la scuola “unica” negli ordinamenti era tornata “trina” e nel senso pedagogicamente peggiore». Dunque, all’approvazione della legge del 1962 seguirono nuovi provvedimenti che modificarono e integrarono tale riforma. Tuttavia, nonostante questi adeguamenti, la scuola media unica non portò agli effetti sperati a causa della sua nascita ed attuazione per compromesso politico e di una generale impreparazione professionale e culturale degli insegnanti.

### Legge 16 giugno 1977, n. 348
Dopo un acceso dibattito in cui vennero toccati molti temi già sollevati nel 1962, si arrivò ad una legge che introduceva centrali cambiamenti disciplinari e di ordinamento:
- venne abolito l’insegnamento del latino;
- venne potenziato l’insegnamento della lingua italiana;
- la disciplina di “applicazioni tecniche” venne sostituita da quella di “educazione tecnica”, resa obbligatoria;
- la disciplina di “educazione musicale” divenne obbligatoria;
- la disciplina di “Matematica, osservazioni ed elementi di scienze naturali”, veniva sostituita da “Scienze matematiche, chimiche fisiche e naturali”

Inoltre, l’orario venne portato a 30 ore e non oltre. Mentre l’esame di licenza media venne riordinato in tre prove scritte e in un colloquio su tutte le materie d’insegnamento.

### Legge 4 agosto 1977, n. 517
Con questa norma vennero apportate le seguenti modifiche:
- venne soppressa la sessione autunnale dell’esame di riparazione;
- le classi differenziali vennero abolite;
- le classi di aggiornamento vennero abolite;
- venne introdotta la scheda personale dell’alunno;
- venne reso obbligatorio un piano annuale di attività;
- vennero invitate le scuole ad attuare forme di integrazione per gli alunni disabili.

## Le donne nella scuola media unica
La riforma della scuola media del 1962 fu un passaggio di fondamentale importanza nel più ampio fenomeno della cosiddetta «femminizzazione» della scuola secondaria inferiore. L'unificazione della scuola media generò una ampia richiesta di istruzione che portò ad un forte aumento del numero delle insegnanti-donne. Inoltre, si registra anche una più alta frequenza femminile e la diffusione delle classi miste. Nonostante questi cambiamenti, non si arrivò ad una completa equiparazione dei percorsi educativi tra i sessi: per quanto riguarda alcune attività rimasero forme di differenziazione, come fu nel caso dell'educazione fisica.